# Тайганур
 Тайганур  — деревня в Моркинском районе Республики Марий Эл. Входит в состав Себеусадского сельского поселения.

## География
Находится в юго-восточной части республики Марий Эл на расстоянии приблизительно 16 км по прямой на север-северо-запад от районного центра посёлка Морки.

## История
Основана в 1933 году. В 1958 году в деревне находились 25 домов. В 1959 году проживали 114 человек, большинство мари. В 1979 году числилось 26 хозяйств, проживали 110 человек. В 2002 году оставалось 16 хозяйств. В советское время работали колхозы «Тайганур» и"Дружба".

## Население
Население составляло 25 человек (мари 100 %) в 2002 году, 10 в 2010.